# Grand Prix de Wallonie 2014
Il Grand Prix de Wallonie 2014, cinquantacinquesima edizione della corsa, valido come evento dell'UCI Europe Tour 2014 categoria 1.1, si svolse il 17 settembre 2014 per un percorso di 198,2 km. Fu vinto dal belga Greg Van Avermaet, che giunse al traguardo in 4h 47' 17" alla media di 41,395 km/h.
Furono 99 i ciclisti che portarono a termine la competizione.

## Squadre e corridori partecipanti
| N.    | Cod. | Squadra                      |
| ----- | ---- | ---------------------------- |
| 1-8   | OPQ  | Omega Pharma-Quickstep       |
| 11-18 | ALM  | AG2R La Mondiale             |
| 21-28 | BMC  | BMC Racing Team              |
| 31-38 | FDJ  | FDJ.fr                       |
| 41-48 | LTB  | Lotto-Belisol                |
| 51-58 | TCS  | Tinkoff-Saxo                 |
| 61-68 | TFR  | Trek Factory Racing          |
| 71-78 | BSE  | Bretagne-Séché Environnement |
| 81-88 | COF  | Cofidis, Solutions Credits   |
| 91-98 | TSV  | Topsport Vlaanderen-Baloise  |

| N.      | Cod. | Squadra                        |
| ------- | ---- | ------------------------------ |
| 101-108 | WGG  | Wanty-Groupe Gobert            |
| 111-118 | CCB  | Colorcode-Biowanze             |
| 121-128 | ETI  | Etixx                          |
| 131-138 | RLM  | Roubaix-Lille Metropole        |
| 141-148 | PCW  | T.Palm-Pôle Continental Wallon |
| 151-158 | VER  | Veranclassic-Doltcini          |
| 161-168 | WIL  | Vérandas Willems               |
| 171-178 | WBC  | Wallonie-Bruxelles             |
| 181-188 | FRA  | Selezione belga Under-23       |

## Ordine d'arrivo (Top 10)

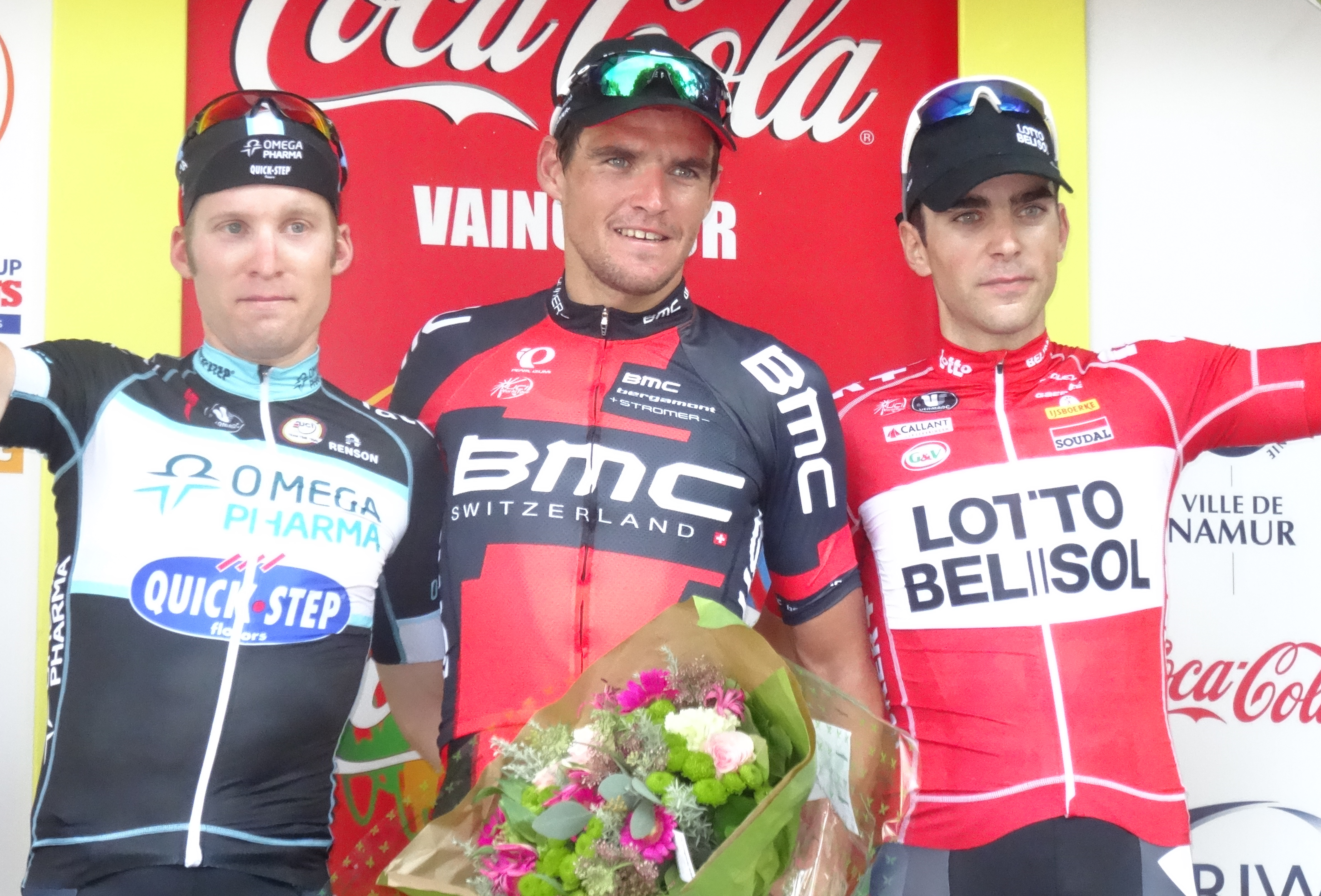
Jan Bakelants (3), Greg Van Avermaet (1) e Tony Gallopin (2).

| Pos. | Corridore         | Squadra        | Tempo    |
| ---- | ----------------- | -------------- | -------- |
| 1    | Greg Van Avermaet | BMC Racing     | 4h47'17" |
| 2    | Tony Gallopin     | Lotto-Belisol  | a 2"     |
| 3    | Jan Bakelants     | Omega Pharma   | s.t.     |
| 4    | Jelle Vanendert   | Lotto-Belisol  | a 4"     |
| 5    | Rory Sutherland   | Tinkoff-Saxo   | a 6"     |
| 6    | Dylan Teuns       | BMC Racing     | s.t.     |
| 7    | Julien Simon      | Cofidis        | s.t.     |
| 8    | Fränk Schleck     | Trek Factory   | s.t.     |
| 9    | Thibaut Pinot     | FDJ.fr         | a 8"     |
| 10   | Gaëtan Bille      | Vérandas Will. | a 9"     |